# Bernardo Pascual
Bernardo Pascual (Alcañiz, 18 de agosto de 1689-Alcañiz, c. 1754) fue un compositor y maestro de capilla español.

## Biografía
Con toda probabilidad recibió su educación musical en la Colegiata de Santa María la Mayor de Alcañiz como infante del coro. Estudió órgano y composición con el maestro de capilla, cuyo nombre es desconocido, y con el organista, Martín Mateo.
Tras la muda de la voz, el cabildo le ofreció en 1716 el cargo de tenor: «en atención a su habilidad, y lo más por tener seguridad no saldría de esta iglesia, por tener casa y sus padres en esta ciudad»; un cargo con beneficio. Ese mismo año había partido de Alcañiz José de Cáseda, que había ocupado el magisterio de la Colegiata de 1710 a 1716, para partir a Sigüenza. Un año más tarde, en 1717, fue nombrado sucesor de Cáseda:

[...] en atención a lo sobredicho y a más por lograrse una voz más, también perpetuo; porque no debe ejecutarse que no sea con cierta seguridad, y para ello deben tener presente estos motivos; porque en esta iglesia me dicen hubo ejemplar de haberse ido un músico perpetuo a otra iglesia y en ésta no se pudo proveer.

Hay poca información sobre el trabajo de Pascual en Alcañiz, ya que las actas capitulares se interrumpen en 1739. Por lo tanto tampoco se sabe cuándo dejó el cargo, aunque se supone que permanecería más o menos hasta 1754, fecha en la que se nombró a su sucesor en el cargo, Rafael Anglés. Lo que se ha podido determinar es la composición de la capilla de música durante el magisterio de Pascual. Aparte del organista José Lozano, fueron los bajonistas Juan Puértolas y el licenciado Francisco Almondaráin; tres infantes; el contralto, Juan Saura; el tenor Carlos Montlíu; los sochantres beneficiados como bajos; y otros cantores, formado por clérigos y sacristanes. Su ejercicio coincidió con el derribo de la colegiata gótica y la construcción del nuevo edificio barroco. Mientras tanto, la capilla continuó sus funciones con un órgano portátil, clavicordio y arpa en otras iglesias locales. Los compositores Rafael Anglés y Juan de Sessé fueron alumnos suyos.
La fecha de fallecimiento es desconocida. Posiblemente fue anterior al nombramiento de Anglés, en 1754, pero ni siquiera eso es seguro. El musicólogo Jesús María Muneta habla de una fecha de fallecimiento de hacia 1752 en el Diccionario de la música española e hispanoamericana, pero en el libro Músicos Turolenses habla de «después de 1750» y «bien entrada la década de 1750» y en Las capillas de música en las Colegiatas de Aragón durante los siglos XVI al XIX lo da como maestro de capilla hasta 1754.

## Obra
Solo se conserva una composición suya, un motete penitencial, Adjuva nos a cuatro voces. Está incluido en un Libro de Atril conservado con caligrafía de Pedro París.